# Wendie Jo Sperber
Wendie Jo Sperber (Los Angeles, 15 de setembro de 1958 — Sherman Oaks, 29 de novembro de 2005) foi uma atriz norte-americana.
Wendie é mais conhecida por seus filmes dirigidos ou escritos pelo cineasta Robert Zemeckis, como I Wanna Hold Your Hand, 1941, Used Cars, Back to the Future, Back to the Future Part III, ou pelos blockbuster´s Grease e Bachelor Party. Também atuou em várias séries de televisão, como Home Improvement, 8 Simple Rules ou Dinosaurs.
Em 2001, fundou a "weSPARK Cancer Support Center", uma instituição de apoio aos portadores de câncer.
Em 1997, Wendie foi diagnosticada com um câncer de mama, doença esta que tirou a sua vida em novembro de 2005, quando tinha apenas 47 anos de idade.